# Сикачёва, Евгения Михайловна
Евгения Михайловна Сикачёва (с девичестве — Снегирёва) (род. 31 января 1994 года, Тейково, Ивановская область) — российская волейболистка, центральная блокирующая.

## Биография
Родилась 31 января 1994 года в Тейково. В 1996 году переехала в Саратов, где позже начала заниматься волейболом у тренера Наталии Семёновны Шумейко. Играла в молодёжной команде «Протон».
Выступала за команды «Приморочка», «Сахалин», «Спарта», «Динамо-Казань-УОР», «Енисей», «Ленинградка». В 2025 заключила контракт с московским «Динамо».

## Личная жизнь
В 2015 году окончила Саратовскую государственную юридическую академию, в 2018 году — Тамбовский государственный университет.
В 2017 году вышла замуж за тренера Сергея Сикачёва. В 2019 году у супругов родился сын.